# Villatorres
Villatorres is een gemeente in de Spaanse provincie Jaén in de regio Andalusië met een oppervlakte van 73 km². Villatorres telt 4.377 inwoners (1 januari 2016).